# Citharognathus hosei
Citharognathus hosei is een zeldzame spin uit de familie der vogelspinnen (Theraphosidae). Over deze spin is bijgevolg erg weinig bekend. Ze krijgen algemeen een lichaamslengte van 4 à 5 cm, de spanwijdte bedraagt ongeveer 10 cm.